# لانگ لیک، میشیگان
لانگ لیک (به انگلیسی: Long Lake Township) یک منطقهٔ مسکونی در ایالات متحده آمریکا است که در شهرستان گراند تراوس، میشیگان واقع شده‌است.
 لانگ لیک ۹۲٫۳ کیلومتر مربع مساحت و ۸٬۶۶۲ نفر جمعیت دارد و ۲۶۸ متر بالاتر از سطح دریا واقع شده‌است.